# Bodenwert
Der Bodenwert ist in der Immobilienwirtschaft der Wert eines unbebauten oder fiktiv freigelegten Grundstücks oder grundstücksgleichen Rechts.

## Allgemeines
Unbebaute Grundstücke sind Grundstücke, auf denen sich keine benutzbaren Gebäude befinden. Ein Gebäude ist nicht mehr benutzbar, wenn infolge des Verfalls des Gebäudes oder der Zerstörung keine auf Dauer benutzbaren Räume vorhanden sind (§ 145 Abs. 2 Satz 2 BewG). Unbebaute Grundstücke dürfen keine Nutzungsart wie Bergbau, Gebäude (Gewerbeimmobilien, Wohngebäude), Industriebauten, Landwirtschaft oder Wirtschaftswald aufweisen. Ist jedoch eine derartige Nutzungsart vorhanden, wird bei der Bodenwertermittlung fingiert, als sei sie nicht vorhanden.  
Der Bodenwert ist insbesondere in Gebieten mit hoher Einwohnerdichte wie in Städten und Ballungsräumen ein wesentlicher Kostenfaktor beim Grundstückskauf. Dabei ist für die Ermittlung des Bodenpreises unerheblich, ob ein Grundstück bebaut oder unbebaut ist. Bei bebauten Grundstücken wird für den Bodenwert angenommen, dass sie unbebaut seien. Man spricht in diesem Fall auch vom „reinen Bodenwert“ oder „Würde-wenn-Bodenwert“ als dem Wert, der sich ergeben würde, wenn das Grundstück unbebaut wäre.
Das Bundesverfassungsgericht (BVerfG) entschied im April 2018, dass die Regelungen des Bewertungsgesetzes (BewG) zur Einheitsbewertung von Grundvermögen am Gleichheitssatz zu messen und mit ihm unvereinbar sind, sodass die bisherige Berechnung der Grundsteuer verfassungswidrig ist und bis 31. Dezember 2019 neu geregelt werden muss. Bemessungsgrundlage der Grundsteuer war bisher der Einheitswert, dem der Grundstückswert zugrunde liegt (§ 83 BewG), bei dessen Ermittlung vom Bodenwert (§ 84 BewG), vom Gebäudewert (§§ 85 bis 88 BewG) und vom Wert der Außenanlagen (§ 89 BewG) auszugehen ist. Der Bodenwert war bereits Bestandteil der Ermittlung des Einheitswerts und dürfte auch künftig eine Rolle spielen.

## Wertbeeinflussende Faktoren
Bei der Wertermittlung des Bodenwerts sind folgende wertbeeinflussenden Faktoren zu berücksichtigen:
- Lage (Standort, Verkehrsanbindung)
- Fläche (Größe des Grundstücks in m²)
- Zuschnitt (Form der Grundstücksgrenzen, Anteil von Vorderland und Hinterland)
- Grundbuchstand
- Belastungen (Baulasten, Eintragungen in Abt. II des Grundbuchs)
- Bauliche Nutzbarkeit (Art und Maß der baulichen Nutzung, geregelt in der Baunutzungsverordnung)
- Erschließung und Erschließungsbeiträge
- Baulandreserve und Teilungsmöglichkeiten
- Bodenbeschaffenheit (Art des Bodens, z. B. Kies, Fels oder Lehm)
- Topographie (z. B. Hanglage)
- Erschließungszustand
- Geschossflächenzahl
- Altlasten
- Denkmalschutz
- Bergschadensverzicht
- Konjunkturelle Einflüsse

Diese Faktoren können isoliert oder kombiniert auftreten.

## Ermittlung
Der Bodenwert ist Ausgangsgröße zur Ermittlung des Grundstückswerts:
```
   Bodenwert
   + Gebäudewert
   + Wert der Außenanlagen
   = Grundstückswert
```

Nach der steuerrechtlichen Vorschrift des § 179 BewG richtet sich der Bodenwert nach der Grundstücksfläche und den Bodenrichtwerten. Dabei ist gemäß § 16 Immobilienwertermittlungsverordnung (ImmoWertV) der Bodenwert ohne bauliche Anlagen im Vergleichsverfahren (§ 15 ImmoWertV) zu ermitteln. Bestandteil des Bodenwerts dürfen ausnahmsweise vorhandene bauliche Anlagen auf einem Grundstück im Außenbereich (§ 35 BauGB) sein (§ 16 Abs. 2 ImmoWertV). 
Der Bodenwert {\displaystyle B} ergibt sich als Produkt aus dem Bodenrichtwert {\displaystyle B_{r}} und der Grundstücksfläche {\displaystyle G}:
{\displaystyle B=B_{r}\cdot G}
Der Bodenwert erhöht sich bei zunehmender Grundstücksfläche und/oder gestiegenem Bodenrichtwert.

## Sach- und Ertragswert
Der Bodenwert ist Ausgangspunkt für die Ermittlung des Sachwerts und Ertragswerts. Bodenwert und Gebäudeertragswert ergeben nach § 184 Abs. 3 BewG den Ertragswert eines Grundstücks:
```
   Bodenwert
   + Gebäudeertragswert
   = Ertragswert
```

Die Wertkonventionen Bodenwert, Sachwert und Ertragswert spielen bei der Beleihung von Wohn- und Gewerbeimmobilien (Immobilienfinanzierungen) eine entscheidende Rolle.

## Bodenwert in der Immobilienfinanzierung
Der Bodenwert wird bei der Immobilienfinanzierung für die Beleihung von Grundstücken und grundstücksgleichen Rechten ohne Bebauung ermittelt. Er wird zusammen mit dem Sachwert der Bebauung zum Beleihungswert zusammengefasst. 

## Bodenwert in der Volkswirtschaftslehre
Der Bodenwert spielte insbesondere in der klassischen Nationalökonomie eine bedeutende Rolle als Messzahl für den Produktionsfaktor Boden. Bevor jedoch die klassische Schule der Nationalökonomie die Gesetze fand, nach denen sich der Bodenwert bildet, stellten bereits die Physiokraten in Frankreich mit ihrem Hauptvertreter François Quesnay im Jahre 1757 eine Bodenwerttheorie auf. Sie hielten nur Ackerland für produktiv und zogen dessen Bewirtschaftungskosten vom Grundstücksertrag (Veräußerung von Getreide usw.) ab und erhielten so das Nettoprodukt (Überschuss), dem Gesamtprodukt des Bodens abzüglich des Restitutionsaufwands für die Erhaltung des Produktionsfaktors (Versorgung der Familie und Ersatz für Produktionsmittel). David Ricardo legte 1821 mit der Bodenrente (englisch rent of land) in der Landwirtschaft die Grundzüge für die moderne Bodenwerttheorie fest. Bei ihm bestand die Bodenrente aus der Pachtzahlung des Bauern an den Grundstückseigentümer. Kurz danach präsentierte Johann Heinrich von Thünen 1829 einen theoretisch geschlossenen Ansatz zur Erfassung des Bodenwerts und der Bodennutzung in Abhängigkeit von der Entfernung von einem Markt (Thünensche Ringe). Dabei spielte bereits das Verkehrswesen für den Bodenwert eine entscheidende Rolle, da sich die Bodenrente aus der Differenz von Grundstücksertrag abzüglich der Produktions- und Transportkosten ermittelte. Nach der klassischen Bodenwerttheorie ist der Bodenwert der kapitalisierte Wert des Bodenertrages. Damit galt die Bodenwerttheorie als Grundlage der Ertragswertlehre.

## Sonstiges
Ein Kartenwerk, aus welchem die Ackerwertzahl hervorgeht, ist die DGK 5 Bo, welche im Zuge der Reichsbodenschätzung 1934 erarbeitet wurde.